# Município de Lake (condado de Wood, Ohio)
O município de Lake (em inglês: Lake Township) é um município localizado no condado de Wood no estado estadounidense de Ohio. No ano de 2010 tinha uma população de 10.972 habitantes e uma densidade populacional de 121,9 pessoas por km².

## Geografia
O município de Lake encontra-se localizado nas coordenadas 41° 33′ 06″ N, 83° 28′ 05″ O. Segundo a Departamento do Censo dos Estados Unidos, o município tem uma superfície total de 90 km², da qual 89.63 km² correspondem a terra firme e (0.41%) 0.37 km² é água.

## Demografia
Segundo o censo de 2010, tinha 10.972 habitantes residindo no município de Lake. A densidade populacional era de 121,9 hab./km². Dos 10.972 habitantes, o município de Lake estava composto pelo 95.14% brancos, o 1.09% eram afroamericanos, o 0.26% eram amerindios, o 0.4% eram asiáticos, o 0.04% eram insulares do Pacífico, o 1.2% eram de outras raças e o 1.87% pertenciam a dois ou mais raças. Do total da população o 5.63% eram hispanos ou latinos de qualquer raça.